# Erasmusprijs
De Erasmusprijs is een oeuvreprijs die jaarlijks wordt toegekend aan een persoon of instelling die een buitengewone bijdrage heeft geleverd op het gebied van de geesteswetenschappen, de sociale wetenschappen of de kunsten, in Europa of daarbuiten. Deze prijs wordt jaarlijks uitgereikt door Stichting Praemium Erasmianum (stichting Erasmusprijs).

## Geschiedenis
De Erasmusprijs is vernoemd naar Desiderius Erasmus, een Nederlandse priester, augustijner kanunnik, theoloog, filosoof, schrijver en humanist die leefde van circa 1466 tot 1536. De organisatie noemt Erasmus' humanistische waarden als "tolerantie, culturele veelvormigheid en ondogmatisch, kritisch denken" als inspiratie en als keuzegrond voor het kiezen van laureaten.
De Erasmusprijs wordt sinds 1958 jaarlijks door de Stichting Praemium Erasmianum georganiseerd in het Koninklijk Paleis op de Dam in Amsterdam. Deze stichting werd op 23 juni 1958 opgericht door prins Bernhard. Sinds het overlijden van prins Bernhard is koning Willem-Alexander regent van de stichting.Tijdens de plechtigheid reikt Zijne Majesteit de Koning Willem Alexander de Erasmusprijs uit aan de laureaat. 
De hoogte van de prijs bedraagt sinds 2012 150.000 euro. Daarnaast wordt er sinds 1975 een publicatie over het werk van de laureaat uitgebracht.

## Versierselen

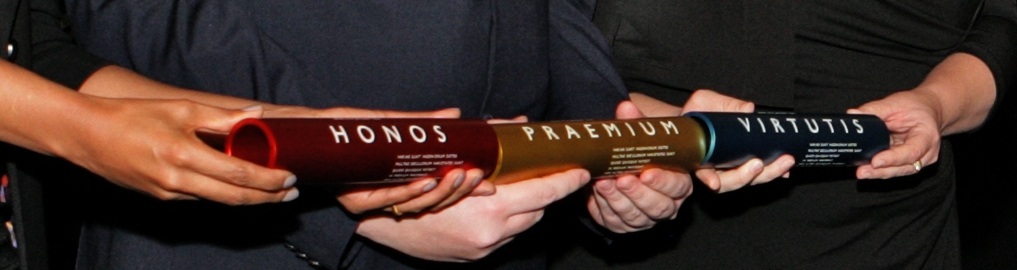
De uitgereikte prijs in 2015 met de tekst Honos praemium virtutis, in handen van 3 vertegenwoordigers van de Wikipediagemeenschap

De versierselen van de Erasmusprijs dragen de tekst Honos praemium virtutis (Eer is de beloning voor de deugd), en is ontworpen door Buno Ninanber van Eyben. De versierselen, een harmonica gevouwen lint met een titaniumplaatje aan beide uiteinden, wordt door de Regent bij de laureaat omgehangen. De versierselen samengevouwen vormen een boekje, daarin staat een Latijns citaat uit een brief van Erasmus (in zijn handschrift) aan Jean de Carondolet, geschreven in Bazel op 5 januari 1523. De Nederlandse vertaling van dit citaat luidt: De talenten van begaafde mensen zijn verschillend, en ieder tijdperk heeft zijn eigen karakter. Laat ieder tonen waartoe hij in staat is en laat niemand jaloers zijn op een ander die op zijn manier en naar de mate van zijn krachten probeert iets bij te dragen tot het onderricht van allen.

## Laureaten

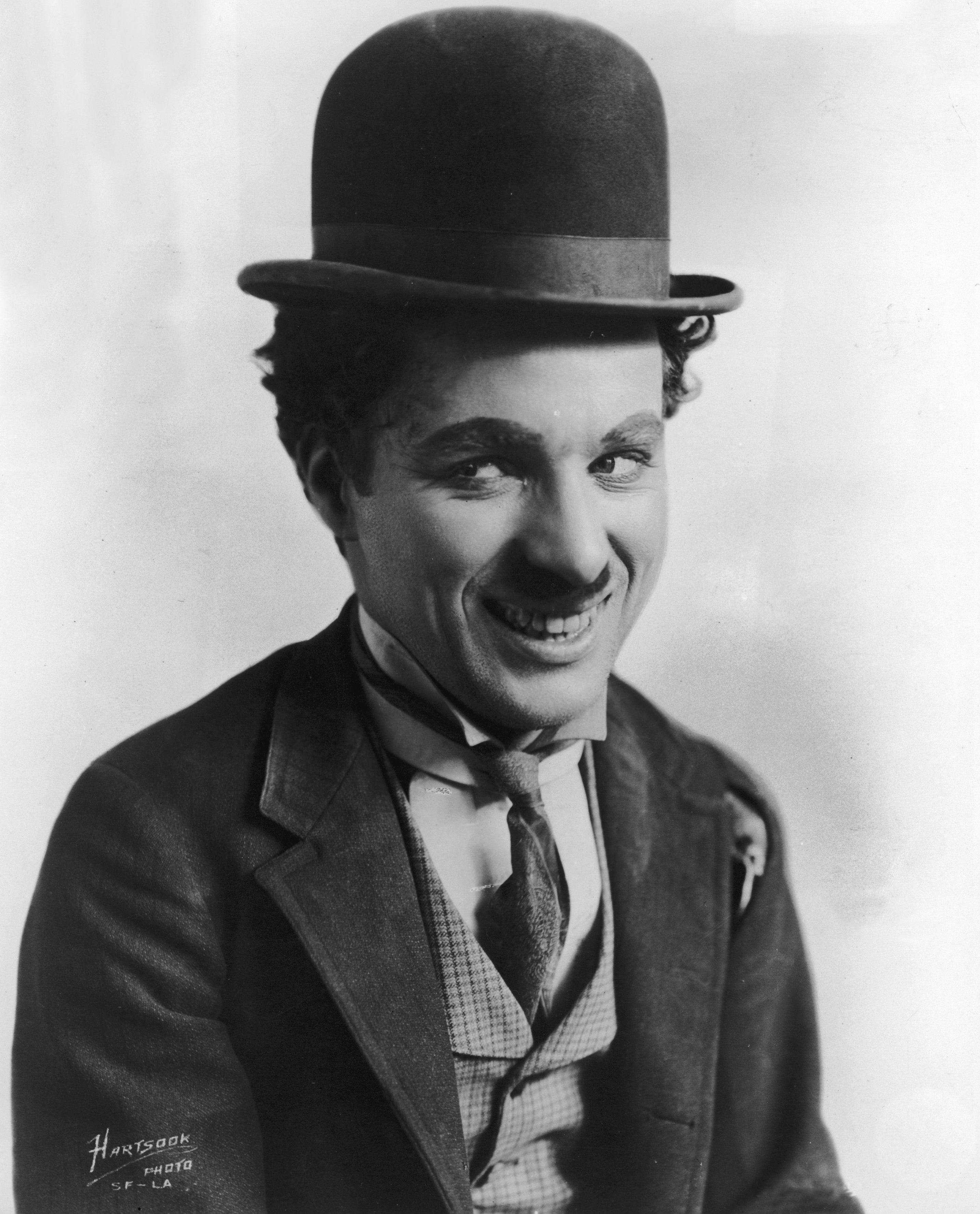
Charlie Chaplin, laureaat in 1965

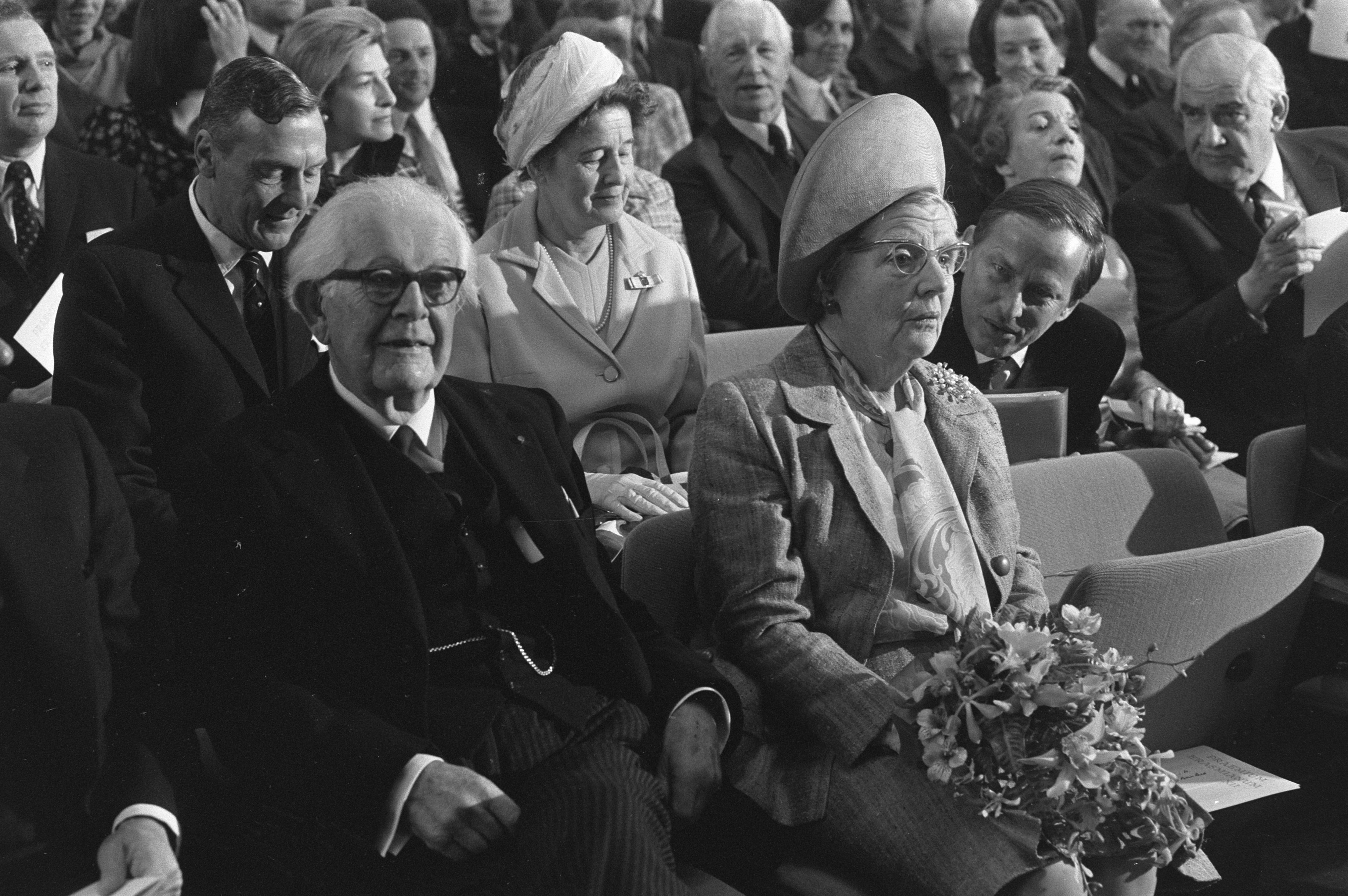
Jean Piaget (laureaat 1972), bij de uitreiking naast koningin Juliana

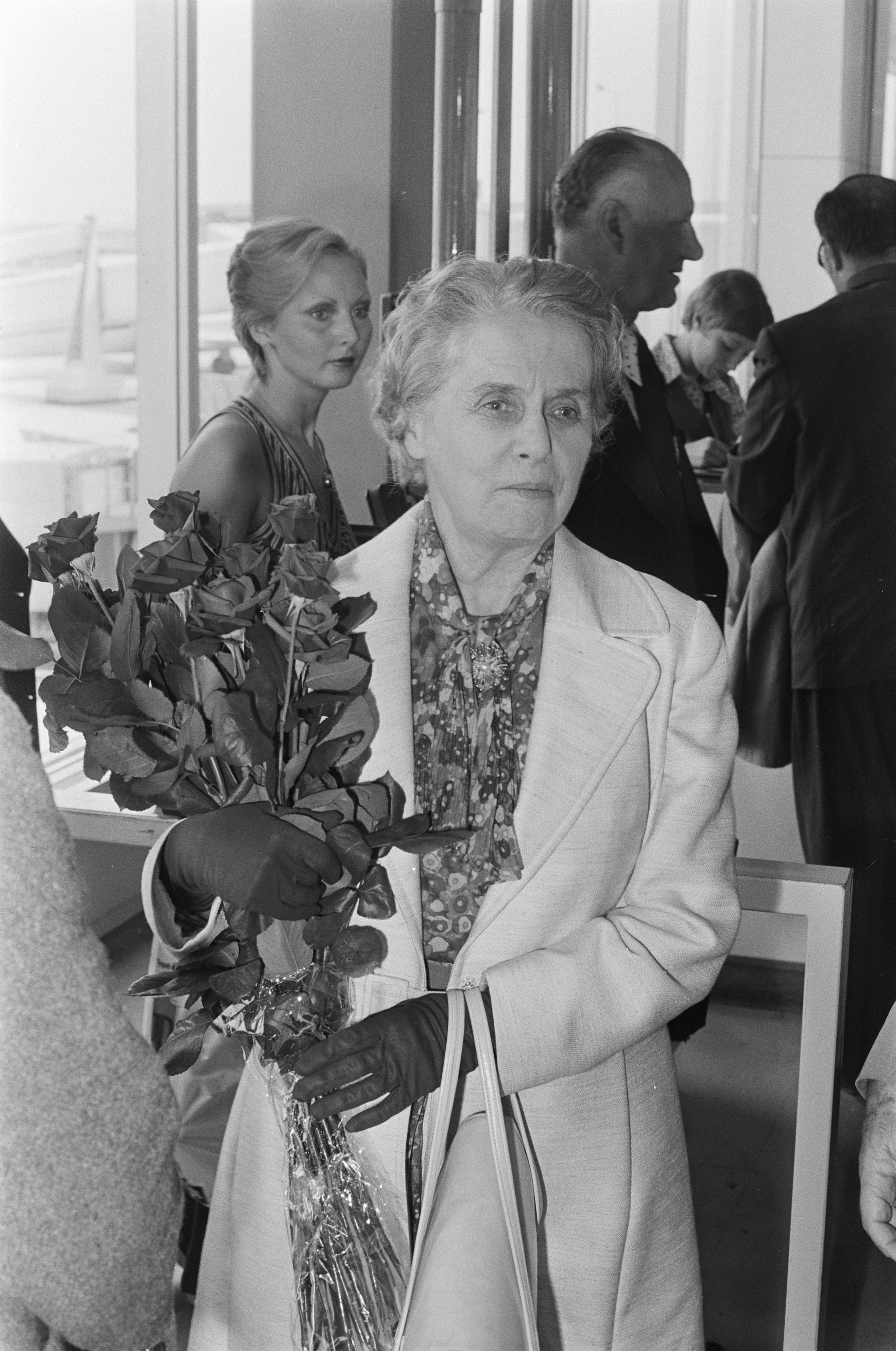
Ninette de Valois (1974)

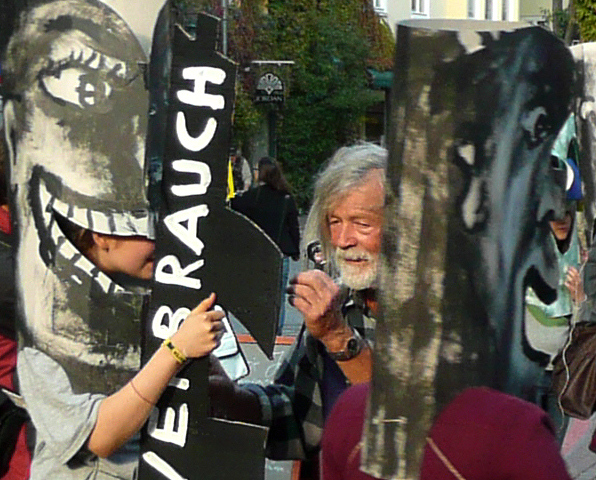
Peter Schumann (Bread and Puppet Theater), gedeelde laureaat in 1978

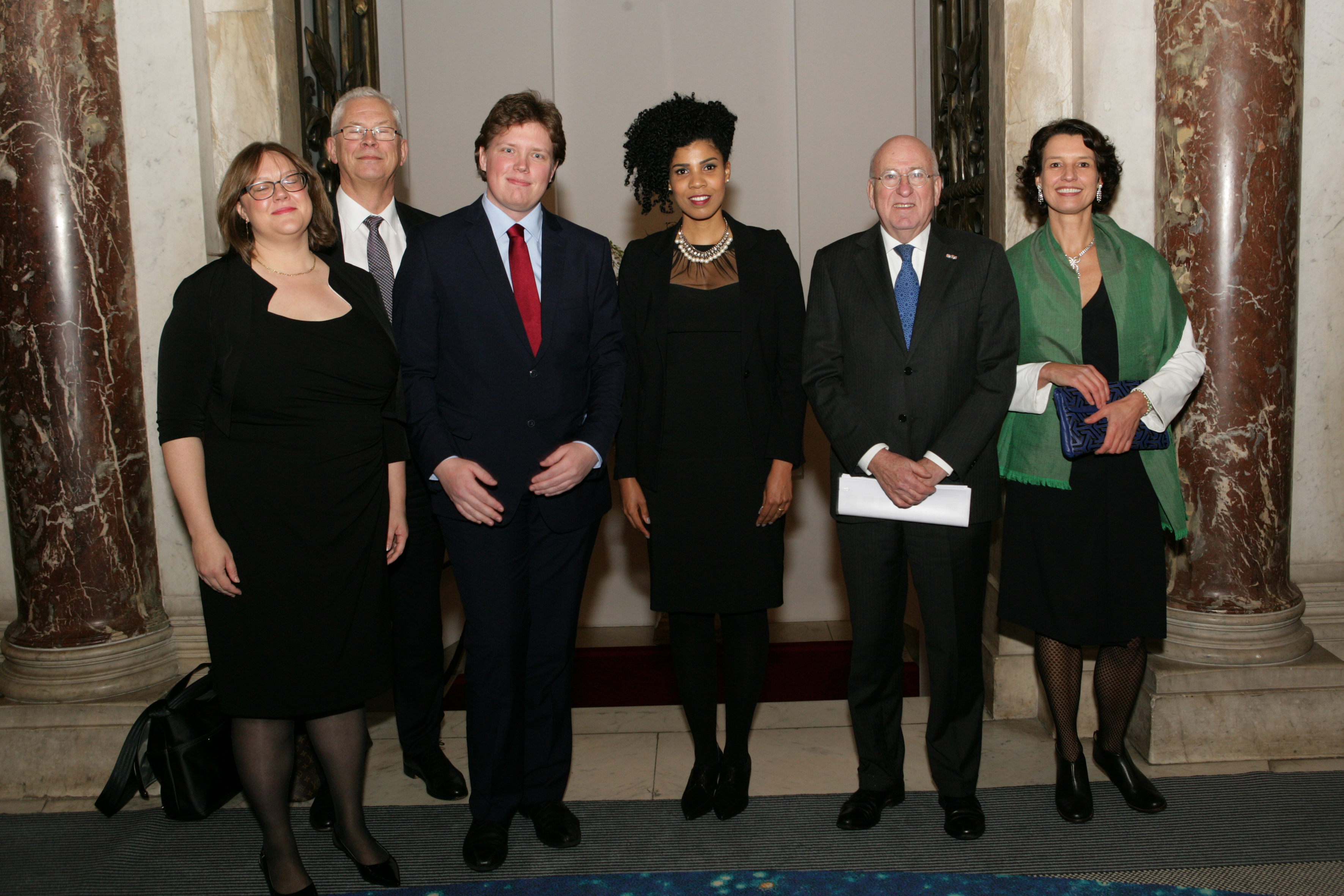
Erasmusprijs 2015 voor de Wikipediagemeenschap

- 1958 · Het Oostenrijkse volk, vanwege het laten herleven van Wenen en Salzburg als Europese culturele centra
- 1959 · Robert Schuman, Frans grondlegger van de Europese Gemeenschap voor Kolen en Staal
- 1959 · Karl Jaspers, Duits psychiater en filosoof
- 1960 · Marc Chagall, Frans-Wit-Russisch kunstschilder
- 1960 · Oskar Kokoschka, Oostenrijks kunstschilder, graficus en schrijver
- 1962 · Romano Guardini, Duits theoloog en filosoof
- 1963 · Martin Buber, Joods Oostenrijks-Israëlisch godsdienstfilosoof
- 1964 · Union Académique Internationale,  federatie academies wereldwijd op het gebied van humane en sociale wetenschappen
- 1965 · Charlie Chaplin, Brits komiek, acteur, regisseur en componist
- 1965 · Ingmar Bergman, Zweeds toneel- en filmregisseur
- 1966 · Herbert Read, Brits dichter, kunstfilosoof en kunstcriticus
- 1966 · René Huyghe, Frans conservator, kunsthistoricus en -psycholoog en estheticus.
- 1967 · Jan Tinbergen, Nederlands econoom en natuurkundige
- 1968 · Henry Moore, Brits beeldhouwer
- 1969 · Gabriel Marcel,  Frans filosoof, muziekcriticus en toneelschrijver
- 1969 · Carl Friedrich von Weizsäcker, Duits natuurkundige en filosoof
- 1970 · Hans Scharoun, Duitse architect
- 1971 · Olivier Messiaen, Frans componist, organist en pianist
- 1972 · Jean Piaget, Zwitsers cognitief kinderpsycholoog
- 1973 · Claude Lévi-Strauss, Frans cultureel antropoloog
- 1974 · Ninette de Valois, Iers balletdanseres en choreografe
- 1974 · Maurice Béjart, Frans choreograaf
- 1975 · Ernst Gombrich, Oostenrijks-Brits kunsthistoricus
- 1975 · Willem Sandberg, Nederlands ontwerper, typograaf en directeur van het Stedelijk Museum
- 1976 · Amnesty International, internationale mensenrechtenorganisatie
- 1976 · René David, Frans jurist op het gebied van rechtsvergelijking
- 1977 · Werner Kaegi, Zwitsers geschiedkundige en biograaf
- 1977 · Jean Monnet, Frans grondlegger van de Europese Economische Gemeenschap
- 1978 · La Marionettistica Fratelli Napoli, Italiaans poppentheater
- 1978 · Ţăndărică, Roemeens poppentheater, op dat moment onder leiding van Margareta Niculescu
- 1978 · Yves Joly, Frans poppenspeler
- 1978 · Bread and Puppet Theater, Amerikaans poppentheater van Peter Schumann
- 1979 · Die Zeit, Duits liberaal weekblad
- 1979 · Neue Zürcher Zeitung, Zwitsers liberaal dagblad
- 1980 · Nikolaus Harnoncourt, Oostenrijks cellist en dirigent
- 1980 · Gustav Leonhardt, Nederlands klavecinist, organist en dirigent
- 1981 · Jean Prouvé, Frans architect en meubel- en industrieel ontwerper
- 1982 · Edward Schillebeeckx, Belgisch dominicaan, theoloog en hoogleraar
- 1983 · Raymond Aron, Frans socioloog en politiek filosoof
- 1983 · Isaiah Berlin, Brits liberaal filosoof en politicoloog
- 1983 · Leszek Kołakowski, Pools politiek filosoof
- 1983 · Marguerite Yourcenar, Frans schrijver en essayist
- 1984 · Massimo Pallottino, Italiaans archeoloog, gespecialiseerd in de taal en de cultuur van de Etrusken
- 1985 · Paul Delouvrier, Frans stadsontwikkelaar
- 1986 · Václav Havel, Tsjechisch schrijver, dissident en laatste president van Tsjecho-Slowakije
- 1987 · Alexander King, Brits pionier op het gebied van duurzame energie
- 1988 · Jacques Ledoux, Belgisch filmhistoricus, -conservator en -archivaris
- 1989 · Internationale Commissie van Juristen, gericht op toetsen van rechtszaken in de gehele wereld
- 1990 · John Grahame Douglas Clark, Brits archeoloog
- 1991 · Bernard Haitink, Nederlands dirigent
- 1992 · Simon Wiesenthal, Joods-Oostenrijkse nazi-jager
- 1992 · Archivo General de Indias, archief voor de geschiedenis van het Spaanse Rijk
- 1993 · Peter Stein, Duits regisseur en theaterdirecteur
- 1994 · Sigmar Polke, Duitse kunstschilder en fotograaf
- 1995 · Renzo Piano, Italiaans architect en industrieel ontwerper
- 1996 · William Hardy McNeill, Canadees wereldhistoricus
- 1997 · Jacques Delors, Frans voorzitter van de Europese Commissie
- 1998 · Peter Sellars, Amerikaans regisseur van theater en opera's
- 1998 · Mauricio Kagel, Argentijns-Duits componist, dirigent, librettist en theaterregisseur
- 1999 · Mary Robinson, Iers president en Hoge Commissaris voor de Mensenrechten
- 2000 · Hans van Manen, Nederlands balletdanser, choreograaf en fotograaf
- 2001 · Claudio Magris, Italiaans schrijver van romans, toneelstukken, novelles en essays
- 2001 · Adam Michnik, Pools publicist, essayist, schrijver, historicus en politiek activist
- 2002 · Bernd en Hilla Becher, Duitse kunstfotografen
- 2003 · Alan Davidson, Brits cultuurhistoricus op het gebied van de voedselgeschiedenis
- 2004 · Sadiq Jalal al-Azm, Syrisch filosoof
- 2004 · Fatima Mernissi, Marokkaans sociologe
- 2004 · Abdulkarim Soroush, Iraans filosoof
- 2005 · Steven Shapin, Amerikaans wetenschapshistoricus en -socioloog
- 2005 · Simon Schaffer, Brits wetenschapshistoricus
- 2006 · Pierre Bernard, Frans grafisch kunstenaar en ontwerper
- 2007 · Péter Forgács, Hongaars fotograaf, mediakunstenaar en filmmaker
- 2008 · Ian Buruma, Nederlands oriëntalist
- 2009 · Antonio Cassese, Italiaans jurist, voorzitter van het Joegoslaviëtribunaal en van het Libanontribunaal
- 2009 · Benjamin Ferencz, Amerikaans-Zevenburgs jurist, hoofdaanklager van het Einsatzgruppen-proces
- 2010 · José Antonio Abreu, Venezolaans klassiek musicus en dirigent
- 2011 · Joan Busquets, Spaans architect en stedenbouwkundige
- 2012 · Daniel Dennett, Amerikaans filosoof op het gebied van bewustzijn, de filosofie van de geest en kunstmatige intelligentie
- 2013 · Jürgen Habermas, Duits filosoof en socioloog
- 2014 · Frie Leysen, Belgisch festivaldirecteur en curator
- 2015 · Wikipediagemeenschap[3]
- 2016 · A.S. Byatt, Brits schrijver
- 2017 · Michèle Lamont, Canadees socioloog[4][5]
- 2018 · Barbara Ehrenreich, Amerikaans onderzoeksjournalist
- 2019 · John Adams, Amerikaans componist[6]
- 2021 · Grayson Perry, Brits kunstenaar, schrijver en documentairemaker
- 2022 · David Grossman,  Israëlisch schrijver van kinderboeken, romans en essays[7]
- 2023 · Trevor Noah, Zuid-Afrikaans komiek en presentator[8]
- 2024 · Amitav Ghosh, Indiaas schrijver
- 2025 · Donna Haraway, Amerikaans filosoof[9]

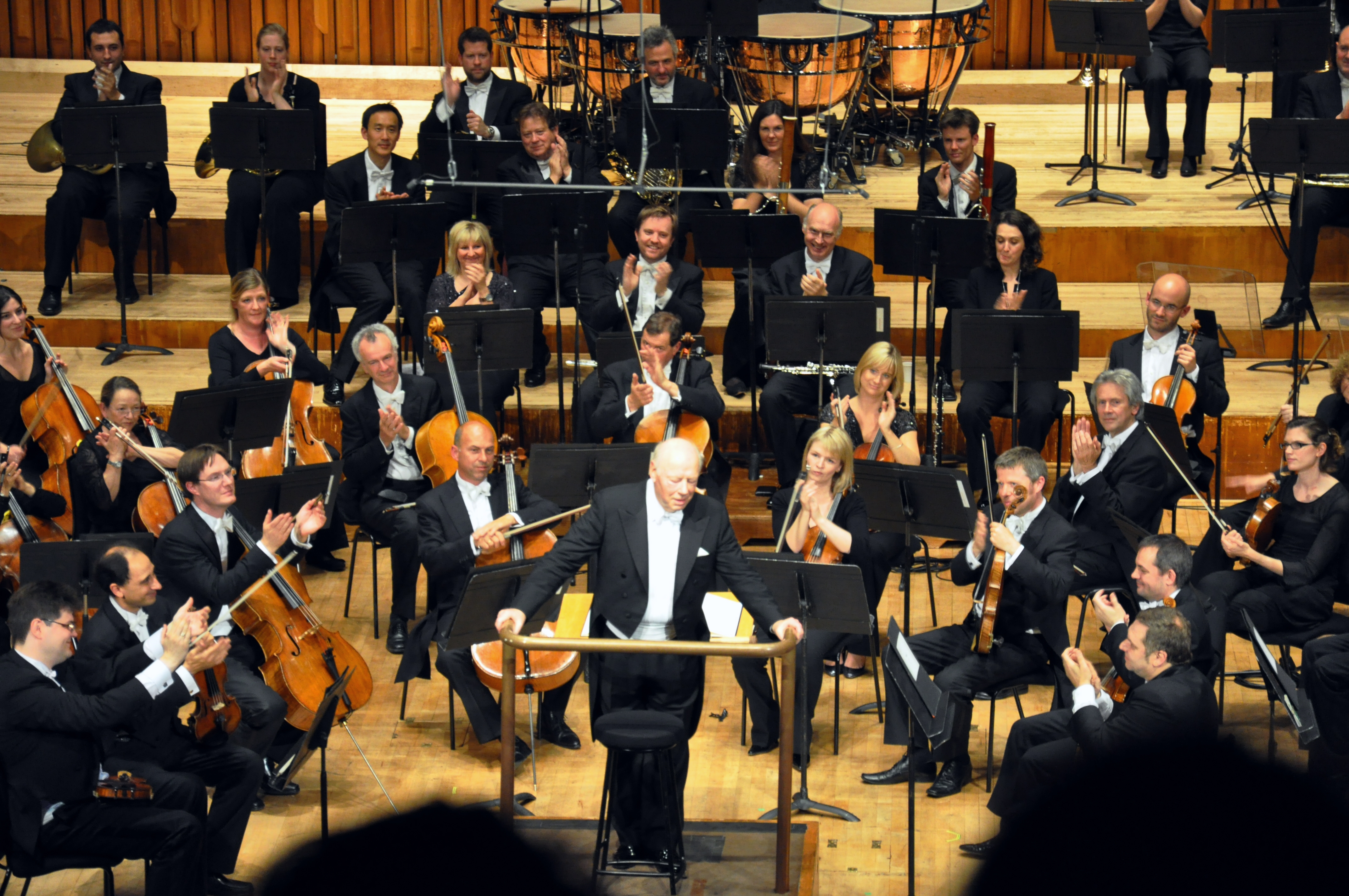
Bernard Haitink, laureaat in 1991
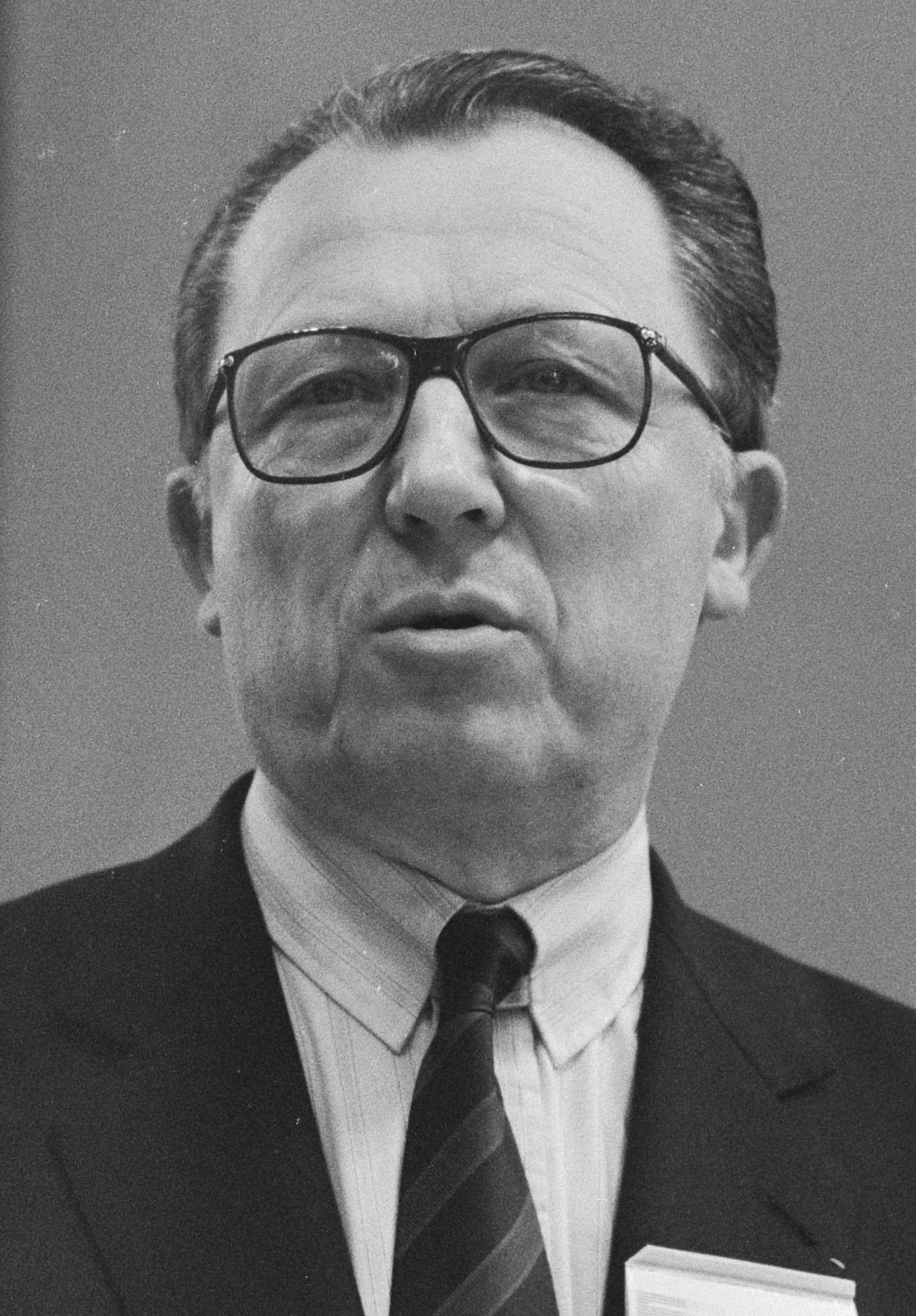
Jacques Delors, laureaat in 1997
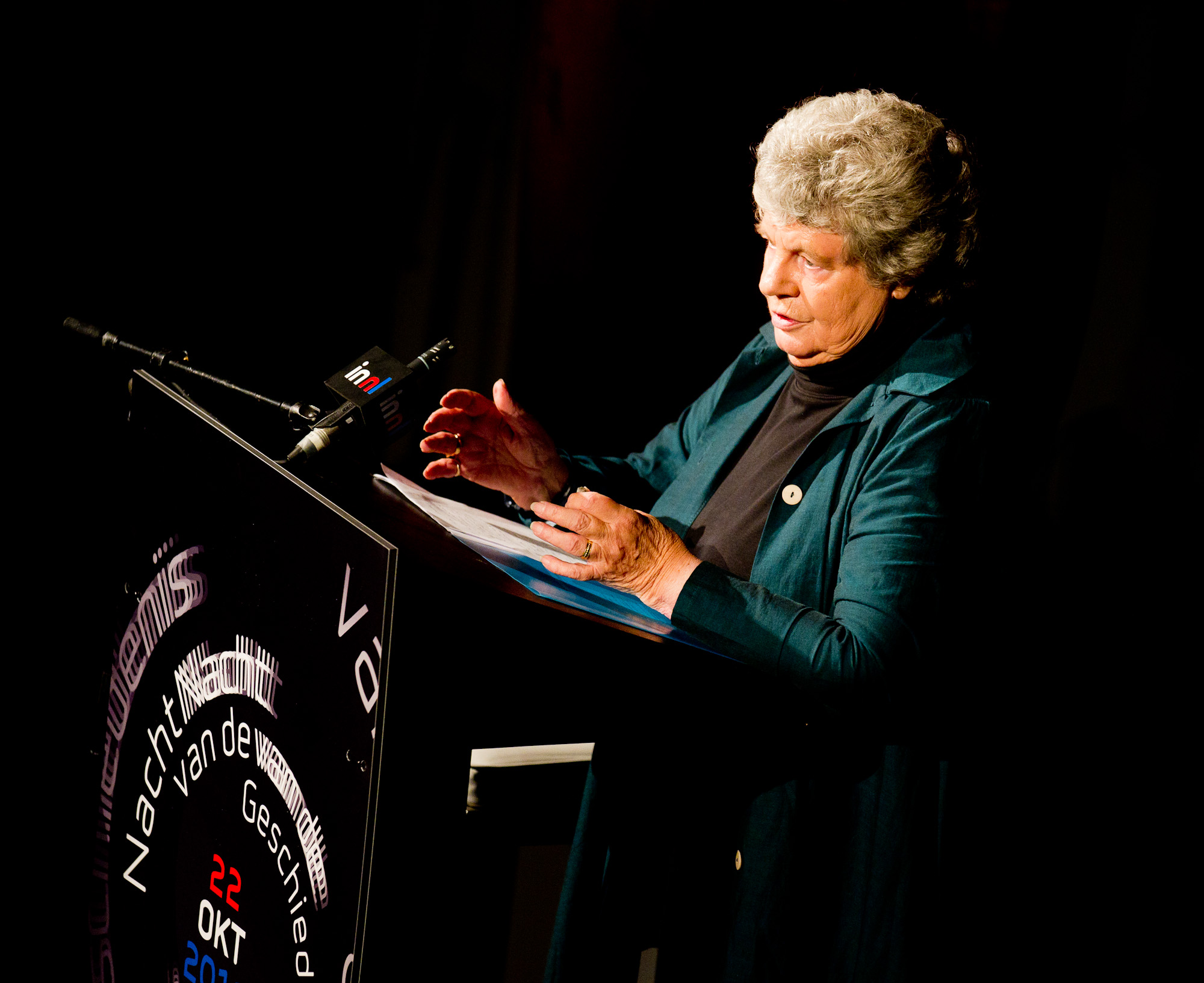
A.S. Byatt, laureaat 2016